# (466436) 2013 TG59
(466436) 2013 TG59 es un asteroide perteneciente al cinturón de asteroides, descubierto el 23 de octubre de 2009 por el equipo Spacewatch desde el Observatorio Nacional de Kitt Peak (Arizona, Estados Unidos).